# Rico (AV女優)
Rico（りこ、1983年3月3日 - ）は、日本のAV女優。プライムエージェンシー所属。

## 略歴
- 2006年に『純乳』でAVデビュー。

## 作品

### アダルトビデオ
2006年
- 純乳 (1月1日、YeLLOW)※デビュー作
- おっぱい愛撫 失禁アリ (3月13日、YeLLOW)
- 指エロ　〜手フェチの世界〜 (4月25日、YeLLOW)
- 接吻性器4 (5月25日、YeLLOW)
- Beauty Style 03 (6月25日、YeLLOW)
- Fragrance 06 (7月25日、YeLLOW)
- 生中出し!デビュー! (10月7日、桃太郎映像出版)
- 生中出し!初アナルファック! (11月7日、桃太郎映像出版)
- ぶっかけ!生中出し!両穴アナルファック! (12月19日、桃太郎映像出版)

2007年
- 巨乳中出し240 12 (1月13日、隼エージェンシー)オムニバス作品 他出演:楓はるか、水森あおい、持田茜、@YOU、さとう和香、北沢亜美、花紀りろ
- 巨乳レイプ中出し (1月19日、ミスター・インパクト)共演:@YOU
- ド変態 過激大乱交 (2月8日、SODクリエイト)共演:清原りょう、青木瀬奈、長谷川みいな
- 誘惑ミセス 77 (2月9日、U&K)
- 近親妻 私、義兄に中出しされて義父にも犯されました (2月10日、隼エージェンシー)
- 巨乳LOVE5 1440cm!総勢16人の巨乳ギャル (2月10日、隼エージェンシー)オムニバス作品 他出演:楓はるか、福原ミイナ、風間ゆみ、持田茜、杉浦まな、若葉かおり、佐藤るり、大石もえ、SARINA、北沢亜美、百瀬まひる、瀬咲るな、春名えみ、愛葉悠、花紀りろ
- もしもアナタが…こ〜んな巨乳OLだらけなオフィスの社員だったら? (2月13日、カルマ)共演:麻生岬、RIRICO、天咲めい、大石もえ、宮崎香穂、西野ひなた、早坂めぐ
- 美しいメイドの精飲と飲尿 (2月19日、エムズビデオグループ)
- くノ一三姉妹 被虐の抜け忍 (3月9日、TMA)共演:あおば
- オナニスト ［第十六章］ (3月10日、隼エージェンシー)オムニバス作品 他出演:椎名りく、山吹センリ、真鍋美奈、宮澤愛菜、多々野晶稀、岡田さな、姫野りむ、凛花、加藤ツバキ、山中梨花、姫川りな、徳澤エリカ、鈴木ありさ、楓はるか、蒼月ひかり、日吉ルミコ、陽多まり、葉山リカ、北沢亜美、大石もえ、水野ひかり、花紀りろ、遠野春希、@YOU、春名えみ、福原みいな、羽純、若葉かおり、宝月ひかる、仲村もも、山城美姫、志津花、佐藤るり、真中かおり、元木ひなよ、星優乃、松野ゆい、愛葉悠
- エロGAL×2 (3月16日、マキシング)共演:飯島あんじ
- 完全撮り下ろし スーパーデジタルモザイク (3月19日、桃太郎映像出版)オムニバス作品 他出演:二宮沙樹、西田美沙、亜紗美、佐藤江梨花
- 極上手コキ Vol.2 (3月19日、BRAVO)オムニバス作品 他出演:姫川りな、相武梨沙、真鍋美奈、萩原陽奈子、花紀りろ、工藤未紗、夏芽涼、川島千愛、伊吹ゆうな、鈴木ありさ、凛花、秦乃美有、宮澤愛菜、白澤カリン、彩美、川瀬七夏、叶心愛、紺野すず、小西れいか、山吹センリ、佐藤るり、真中かおり、風間ゆみ、元木ひなよ、藤崎怜里、持田茜、愛葉悠、星優乃、松野ゆい
- 女教師 中出し20連発 (3月22日、アイエナジー)
- 大絶叫!アナル破壊  (4月19日、みるきぃぷりん♪)
- まだあった! 完全撮り下ろし 豪華人気女優大集合! (4月19日、桃太郎映像出版)オムニバス作品 他出演:二宮沙樹、星ありす、亜紗美、佐藤江梨花、むらさき真珠
- 絶頂!どM天国!! vol.2 (4月19日、BRAVO)
- 極上ボディー。極上レディー。極上FUCK。×4 (4月19日、クロス)オムニバス作品 他出演:金城アンナ、紅音ほたる、桜田さくら
- パイパン生中出しアナル飲尿ゴックンFUCK (4月19日、エムズビデオグループ)
- キスマニアVol.2 (4月19日、ミスター・インパクト)オムニバス作品 他出演:春名えみ、椎名りく、宝月ひかる、凛花、花紀りろ、山城美姫、@YOU、ほのか優、日吉ルミコ、紺乃すず、白澤カリン、叶心愛、伊吹ゆうな、川瀬七海、仲村もも、川島千愛、姫川りな、小西れいか、若葉かおり、福原みいな、葉山リカ、工藤未紗、夏芽涼、風間ゆみ、藤崎怜里、星優乃、松野ゆい、持田茜、大沢佑香
- 犯された人妻 調教レズレイプ 〜女が女を犯す時。〜 6 (4月20日、U&K)共演:緒川さら
- ミリオンドリーム2007前編 ミリ商、痴女-1グランプリに出場! (5月3日、ケイ・エム・プロデュース)共演:糸崎あずみ(糸矢めい、春咲あずみ、相崎琴音)、立花里子、乃亜、椎名りく、清原りょう、今野由愛、山城美姫、早坂ひとみ(特別出演)、長谷川瞳(特別出演) ※AV OPEN 2007エントリー作品
- ドリーム学園11 (5月3日、MOODYZ)共演:峰なゆか、ICHIKA、原千尋、黒沢英里奈(喜田嶋りお)、白鳥あきら、みなもとみいな、木村那美、飯島夏希　※AV OPEN 2007エントリー作品
- 黒人 中出し20連発 (5月4日、アイエナジー)
- 肛門ノンストップ淫語オナニー (5月19日、クロス)オムニバス作品 他出演:柏木はる、樹林れもん、佐藤みく、五島せり
- オナニー30連発! オナニスト30人のひとりエッチ (5月19日、BRAVO)オムニバス作品 他出演:能田曜子、佐藤るり、持田茜、大沢佑香、楓はるか、愛葉悠、風間ゆみ、葉月ゆり、姫川りな、長谷川なぁみ、彩美、小西れいか、坂下ななえ、川瀬七夏、工藤未紗、篠崎まな、川島千愛、詩織、風間ゆみ、秦乃美有、風吹恋、藤崎怜里、三上ユキ、伊吹ゆうな、白澤カリン、夏芽涼、叶心愛、香取衣菜、紺野すず
- 人妻の巨尻に埋もれたい2 (5月25日、しのだプロジェクト)共演:風間ゆみ、星野美空
- スワップ、乱交、ハードコア。 (6月7日、プレミアム)共演:飯島夏希
- 女医ハ患者ヲ巨乳デ犯ス。 (6月15日、ワープエンタテインメント)
- 彼女が全面支配する ボクとカノジョと僕のオナニー (6月15日、ワープエンタテインメント)オムニバス作品 他出演:星ありす 月嶋りお、大沢佑香、一ノ瀬カレン、天海ユリ、落合ゆき、内山めい、永瀬あき、中村さら
- 素人オネギャルHEAVEN 4時間 3 (6月22日、おかず。(ケイ・エム・プロデュース))オムニバス作品 他出演:野々宮りん、永崎みや、星優乃、折原姫 他
- ぶっかけ中出しアナルFUCK! (7月1日、MOODYZ)
- 悶絶アクメ!無制限ピストン!連続中出し! (7月19日、桃太郎映像出版)
- イカセ地獄 (7月20日、レアル・ワークス)
- ブサイクな僕が超イケメンに生まれ変わったら… 完全版 (7月27日、メディアステーション)共演:北原麗子、浜崎りお
- Chijyo Service (7月31日、デジタルアーク)他出演:Aya(福永あや)
- 6.5周年記念作品 No.1美女軍団 黒人 銀行強盗事件 中出し50連発 (8月4日、アイエナジー)共演:清原りょう、真中かおり、大塚ひな、瞳れん
- アナル拡張!電マ潮吹き!中出しサンドウィッチFuck! (8月7日、桃太郎映像出版)
- 狙われた人妻 第2章 無理やり犯される5人の人妻たち (8月11日、隼エージェンシー)オムニバス作品 他出演:水沢ありす、天乃みお、稲森ケイト、岩佐真理
- 女教師レイプ III (8月11日、隼エージェンシー)オムニバス作品 他出演:橘流菜、美咲沙耶、伊藤あずさ、岩佐真理、水沢ありす、長谷川ちひろ
- 巨乳三姉妹 童貞びんびんチ○ポ狩り (8月16日、V&Rプロダクツ)共演:葉月奈穂、野沢友花
- ミリオンドリーム2007 後編 〜意志を継ぐもの〜 (8月17日、ケイ・エム・プロデュース)共演:糸崎あずみ(糸矢めい、春咲あずみ、相崎琴音)、立花里子、乃亜、椎名りく、清原りょう、今野由愛、山城美姫、綾瀬メグ
- 犯られた人妻たち 第8章 中出しされる5人の人妻 (8月17日、Nadeshiko)オムニバス作品 他出演:長谷川ちひろ、水沢ありす 他
- フェラマニア Vol.3 (8月19日、BRAVO)オムニバス作品 他出演:川村カンナ、加藤ツバキ、能田曜子、姫野りむ、福沢あや、安原そのみ、高倉みずほ、山城美姫、鶴瀬愛美、宮崎香穂、高田愛子、早川あづさ、新田ひかる、秋本由香里、葉月志保、岡本きら、岩佐真理、杏珠、長谷川ちひろ、長谷川なあみ、西野ひなた、一ノ瀬カレン、美月りん、天乃みお、元木ひなよ
- お姉ギャル痴女ダブル (9月7日、映天)他出演:Aya(福永あや)
- ぶっかけ連続中出し!男汁かけ放題! (9月7日、桃太郎映像出版)
- オナニスト ［第十八章］ (9月8日、隼エージェンシー)オムニバス作品 他出演:紅月ルナ、天乃みお、憂木ルル、伊沢千夏、松坂るい、早坂めぐ、高瀬七海、姫野りむ、加藤ツバキ、加瀬あゆむ、野々宮りん、水沢ありす、宮崎あいか、辻あずき、橘流菜、長谷川ちひろ、西野ひなた、榊彩弥、有希りか、落合ゆき、持田茜、岩佐真理、彩芽はる、川村カンナ、美月りん、黒川梨花、あおい美咲、和希もも、芽衣奈、杏珠、星野優奈、稲森ケイト、伊藤あずさ、岡本きら、SARINA、日夏ともえ、ひなの、宮沢愛菜、美咲沙耶
- 艶熟 中出し (9月13日、グローリークエスト)
- 東京GalsベロCity 09 (9月15日、ドリームチケット)
- BLACK BABY ZERO (9月19日、ドグマ)
- 極上手コキVol.3 (9月19日、BARVO)オムニバス作品 他出演:関はるか、あおい美咲、川本凛、和希もも、加瀬あゆむ、黒川梨花、松坂るい、SARINA、長谷川なあみ、水沢ありす、川村カンナ、持田茜、美月りん、岡本きら、佐伯なな子、真咲ぴい子、一ノ瀬さな、小柳さつき、秋本由香里、新田ひかる、鶴瀬愛美、宮崎香穂、高田愛子、早川あづさ
- 覚醒拷問エクスタシー「縛」 (9月20日、ナチュラルハイ)共演:麻生岬、京本かえで
- ミリオンドリーム2007外伝 クイーンオブダークネス編 女王たちの宴 完全版 (9月21日、ケイ・エム・プロデュース)共演:乃亜、山城美姫
- 男を誘惑!色魔狂い女優!連続中出し! (10月7日、桃太郎映像出版)
- 中出し人妻不倫旅行 09 (10月12日 ビッグモーカル)
- フェラコレ2007秋SP (10月13日 隼エージェンシー)オムニバス作品 他出演:野々宮りん、響鳴音、佐倉もなみ、村上里沙、長谷川あゆみ、牧野ゆうひ、伊藤あずさ、憂木ルル、天乃みお、柳あずさ、長谷川さやか 、高瀬七海、野沢友花、姫野愛、星野優奈、伊沢千夏、芽衣奈、田中杏里、有希りか、雨音しおん、榊彩弥、水沢ありす、稲森ケイト
- 背後から手コキさらには乳首まで… (10月19日 BRAVO)オムニバス作品 他出演:加藤レイナ、川村カンナ、姫野愛、椎名りく
- イカセすぎ Rico 完全版 (10月26日、おかず。(ケイ・エム・プロデュース))
- 巨乳中出しクリニック (11月1日、V (ヴィ))共演:早坂めぐ、葉月奈穂、さとう和香、瀬咲るな
- 若妻Ricoの妄想日記！男を漁り連続中出し! (11月7日、桃太郎映像出版)
- 女権(乱)用 痴女ライフを満喫している3人の物語 (11月15日、グローリークエスト)共演:風間ゆみ、白坂百合
- 強制フェラ・中出し・アクメ捕虜収容所3 (11月19日、ドグマ)共演:瞳れん、愛乃彩音
- キスマニア Vol.4 (11月19日、BRAVO)オムニバス作品 他出演:つゆの優、北崎未来、加瀬あゆむ、伊沢千夏
- 輪姦生中出し20連発 (12月1日、ワンズファクトリー)
- 若妻Ricoの欲情!昼下がりの男漁り! (12月7日、桃太郎映像出版)
- 大量小便ザーメンぶっかけWアナル&W中出し 全編ミラクルモザイク (12月19日、エムズビデオグループ)共演:今野梨乃

2008年
- 生ハメ生中出し潮吹き4Pセックス!カラダ火照り疼く (1月7日、桃太郎映像出版)
- 超豪華有名女優未公開映像 過激で衝撃、エロ娘たち見参 淫乱ファック編 (1月7日、桃太郎映像出版)オムニバス作品 他出演:佐藤江梨花、nao.、星野あかり、高原智美、亜紗美
- ゴージャスBODY中出し乱交スペシャル (1月7日、プレミアム)共演:@YOU、香坂杏奈
- 絶対中出し出来る痴女クリニック (1月13日、マルクス兄弟)
- 超豪華有名女優未公開映像 とってもスケベなフェラッ娘たち!淫乱お口編 (1月19日、桃太郎映像出版)オムニバス作品 他出演:愛田るか、桜このみ、志村玲子、翔田千里、友田真希、七海菜々、林マリア、星野あかり、松本亜璃沙、望月るあ
- ぬるぬる中出し (2月7日、桃太郎映像出版)
- 超豪華有名女優未公開映像尺八スペシャル バキューム女達 淫乱お口編 2 (2月19日、桃太郎映像出版)オムニバス作品 他出演:南原香織、白鳥美鈴、竹内翔子、菜月レオン、あずま樹、赤坂なつみ、山口真理、杉山圭、日向ひな、篠原みい
- 爆乳女教師vs中○生 アクメバトルロワイヤル (3月1日、V (ヴィ))共演:早坂めぐ、葉月奈穂、さとう和香、瀬咲るな 他
- トリプルアナル舐めハーレム (3月1日、V(ヴィ))共演:寧々、東野愛鈴
- 子供になれる薬 (3月6日、SODクリエイト)共演:真中かおり、麻生岬、加藤はるな
- Ricoに犯られちゃいました。痴女×巨乳 (3月7日、桃太郎映像出版)
- 激烈!!ニ穴噴射Fuck! (3月7日、みるきぃぷりん♪)
- フェラコレ2008春SP (4月12日 隼エージェンシー)オムニバス作品 他出演:愛菜りな、大塚リナ、永瀬あき、日比野夕希、花宮あみ、姫野まりあ、桃瀬れな、夏川るい、森野ひな、愛乃みく、北島玲、桜井春、城本久美、芳本みゆ、沙耶、坂本愛海、福沢あや、若槻ななみ、結川るり、はるか悠、花野真衣、天宮まなみ、響鳴音
- sex appeal 05 REGGAE STYLE (4月25日 Groove Girls)
- Glam Mode (4月25日 デジタルアーク)
- こだわりの手コキ 4時間SP VIII 30人のハンドメイド (5月12日 隼エージェンシー)オムニバス作品 他出演:赤西涼、香椎杏子、東野愛鈴、結川るり、七瀬ゆうり、香月藍、愛菜りな、桜井春、姫咲まりあ、桃瀬れな、森野ひな、夏川るい、愛乃みく、松野ゆい、石黒沙良、堀口奈津美、花宮あみ、若槻ななみ、福沢あや、橘ひな、はるか悠、涼華りょう、緒川さら、藤咲飛鳥、杉田わか、詩音、綾瀬みゅう、星優乃、森雫
- 昼下がりの犯され妻 10人の奴隷妻 IX (5月12日 隼エージェンシー)オムニバス作品 他出演:仲村もも、大沢佑香、詩音、葉月由良、灘ジュン、麻生岬、小野今日子、真田ゆかり、川村カンナ
- 私達肛門性感マゾヒストの括約筋は、貴女の変態お下品プレイにメロメロアヌス (5月19日、アンナと花子)共演:桜田さくら、伊藤あずさ
- 人妻レイプ4時間 III 犯られまくる9人の人妻たち (5月23日 Nadeshiko(なでしこ))オムニバス作品 他出演:稲森ケイト、長谷川あゆみ、姫川りな、村上里沙、はるか悠、野沢友花、水沢ありす、川瀬さやか
- スーパーマーケット羞恥露出アクメ! (6月5日 Hunter)他出演:清原りょう
- 巨乳ギャル中出し40発! 1 (7月17日、アイエナジー)オムニバス作品 他出演:浜崎りお、蜜井とわ、おだぎり麻央、酒井ちなみ
- FELLATIO FESTIVAL 10 (8月1日、アイデアポケット)オムニバス作品 他出演:工藤れいか、加瀬あゆむ、綾瀬なな、彩花ゆめ、あすかりの、長谷川なぁみ、折原れおな、MIMI、上原美菜、杏野まひる、宝月ひかる、真山るい、綾瀬しおり、内田理緒
- 月刊 こんな女子校生がいたらスゴイ!! 学級崩壊ver (8月8日、OFFICE K'S)オムニバス作品 他出演:七瀬かすみ、藤本さおり、南芽衣奈、亜佐倉みんと、茅ヶ崎ありす
- 女子校生のWフェラチオ (9月5日、OFFICE K'S)共演:芽衣奈 オムニバス作品 他出演:浅見樹菜、笠木あやか、亜佐倉みんと、茅ヶ崎ありす、遥ゆりあ、樹梨亜、藤本さおり、七瀬かすみ

## 出演

### テレビドラマ
- 特命係長 只野仁（3rdシーズン） 第30話  （2007年3月9日、テレビ朝日）

### 成人映画
- 痴漢（秘）劇場 しのびこむ太指（2007年4月6日、竹書房）共演:藤江リカ、花宮あみ

## 出演
- 「特命係長 只野仁（3rdシーズン）」第30話（2007年3月9日放送、テレビ朝日）